# 해명초등학교
해명초등학교는 대한민국 인천광역시 강화군에 있는 공립 초등학교이다.

## 학교 연혁
- 1926. 05. 10 영성강습소 개설
- 1939. 03. 01 삼산공립심상소학교 부설 간이학교로 개편
- 1943. 04. 01 매음국민학교로 승격
- 1946. 07. 01 해명국민학교로 교명 개칭
- 1989. 03. 06 해명초등학교병설 유치원 개원
- 1989. 11. 18 본관교사 6교실 개축 준공
- 1991. 08. 30 본관교사 2교실 개축 준공
- 1996. 03. 01 해명초등학교로교명 개칭
- 2005. 11. 04 급식실및 2교실 준공
- 2007. 12. 11 도서관,과학실 개관
- 2009. 04. 01 차오름방(다목적실)개관
- 2009. 06. 15 돌봄교실 완공
- 2011. 03. 11 방과후학교 다목적교실 준공
- 2013. 02. 20 엄마품온종일돌봄교실 리모델링
- 2013. 03. 20 교무실, 현관, 도서실환경 리모델링
- 2013. 04. 01 기상교재원 조성
- 2013. 04. 01 야외관찰원(암석원) 조성
- 2014. 03. 01 제30대 전진현 교장 취임
- 2014. 03. 01 초등학교6학급(특수 1학급 포함), 병설유치원 1학급 편성
- 2014. 03. 03 2014학년도 입학식(총 6명, 남 2명, 여 4명)
- 2014. 05. 04 농산어촌 ICT선도학교 선정(무선 AP공사 및 태블릿 PC 20대 구비)
- 2014. 07. 03 운동장 안전 펜스 설치
- 2015. 02. 13 제67회 졸업식(남 2명, 여 2명, 계 4명), 총 2,516명
- 2015. 03. 01 초등학교 6학급(특수 1), 병설유치원 1학급 편성
- 2015. 03. 02 2015학년도 입학식 (총 8명, 남 5명, 여 3명)